# Всюди є небо
«Всюди є небо» — радянський художній фільм 1966 року, знятий на Кіностудії ім. О. Довженка.

## Сюжет
Туга маленької дівчинки за батьком-військовим льотчиком, який загинув при виконанні службових обов'язків, стає нестерпною. Але в будинку з'являється майор Лук'янов, схожий на батька Тані. Знайшовши друга, дівчинка мріє отримати батька. Але тривога знову оселилася в дитячій душі. Адже він теж — льотчик…

## У ролях
- Світлана Нагорна — Таня
- Інна Виходцева — мама Тані
- Євген Гвоздьов — Василь Павлович Лук'янов, майор, військовий льотчик
- Василь Фущич — епізод
- Алім Федоринський — епізод
- А. Вдовкін — епізод
- В. Садовничий — епізод
- В. Рукавишников — епізод

## Знімальна група
- Режисер — Микола Мащенко
- Сценаристи — Юрій Яковлєв, Олександр Сацький
- Оператори — Ігор Бєляков, Вілен Калюта
- Композитор — Володимир Губа
- Художник — Едуард Шейкін